# Hermandad del Buen Suceso (Córdoba)
La Hermandad de Penitencia y Cofradía de Nazarenos de Nuestro Padre Jesús del Buen Suceso en su encuentro con su Santísima Madre la Virgen de los Dolores en la calle de la Amargura, María Santísima de la Caridad y San Andrés Apóstol, es una hermandad de penitencia de la ciudad de Córdoba. Tiene su sede canónica en la  Parroquia de San Andrés y realiza su estación de penitencia  en la tarde del Martes Santo.

## Historia
El 2 de octubre de 1973 se aprueban las reglas de la cofradía, siendo esta impulsada por un grupo de antiguos alumnos y allegados del Colegio Parroquial de San Andrés. 
La imagen del Señor había pertenecido a la extinta Cofradía del Santo Crucifijo, establecida en la ermita homónima, representando la iconografía de Jesús Cautivo. Una vez disuelta esta, la imagen pasó en 1879 a un altar de la  Parroquia de la Magdalena, pasando con el cierre de esta en 1956 a las atarazas de  San Pedro, donde fue recuperada por los fundadores de esta cofradía.
El Martes Santo de 1974 realiza su primera estación de penitencia con las imágenes del misterio restauradas por Martínez Cerrillo, entre ellas la Virgen de la Estrella, un San Expedito transformado en Cirineo y el Señor del Buen Suceso, que adoptó una postura extraña al convertirse en un Nazareno con la cruz a cuestas.  La salida se realizó desde la Casa de los Sepúlveda.

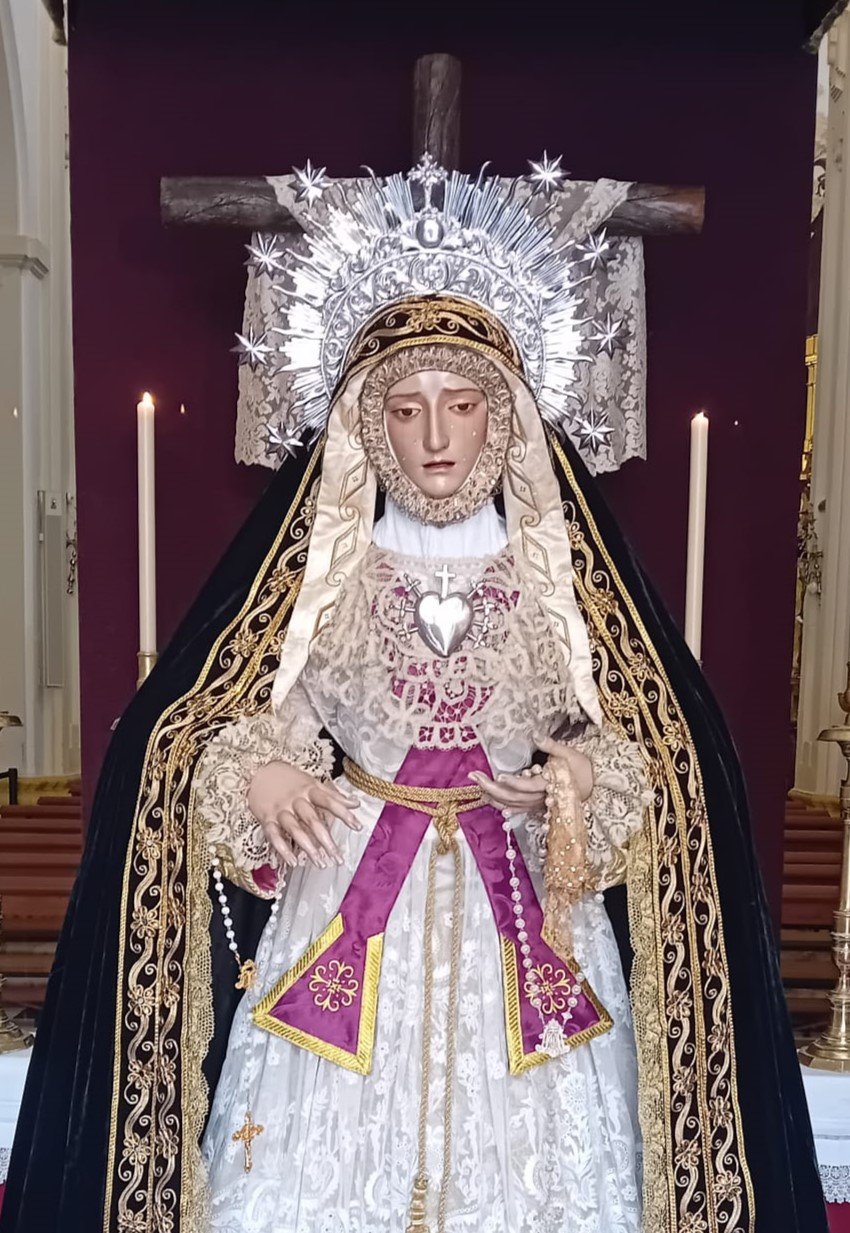
Nuestra Señora de los Dolores

Desde 1977 y durante cinco años procesionó bajo palio la imagen de María Santísima de la Caridad en sus Dolores, pasando posteriormente al paso de misterio, donde permanece en la actualidad bajo la advocación de Nuestra Señora de los Dolores.
En 1982 se bendice una nueva imagen obra de Joaquín Jesús Sánchez, que procesionó bajo palio hasta que Miguel Ángel González Jurado realizó la actual en 1991. Además, en 1986 se crea la primera cuadrilla de hermanos costaleros de la hermandad.
Hasta el año 1994, el hábito nazareno consistía en cubrerrostro y fajín azules y túnica burdeos, sustituyéndose al año siguiente por el actual. El paso de misterio sufrió una reforma que culminó con el estreno de las nuevas imágenes secundarias en la primera década del siglo siguiente.
En los últimos años la hermandad ha ido incrementando su patrimonio: la bambalina delantera fue diseño de Rafael de Rueda y bordada por Francisco Pérez Artés en el año 2004; en 2019 estrenó nuevos respiraderos del mismo diseñador y bordados por Enrique Ruiz Flores.  Además la Hermandad aprobó el rediseño y digitalización de su escudo, así como la elaboración de un guion procesional por parte de Rafael de Rueda. Ese mismo año el Señor estrenó túnica bordada con motivo de la Magna Exposición. Las labores de talla del paso del Señor fueron llevadas a cabo por Manuel Jurado y Miguel Jurado, mientras que el dorado recae en el taller de Francisca González. 
Con motivo del cincuentenario de la hermanad esta realizó una procesión extraordinaria hasta la Mezquita Catedral el día 21 de octubre de 2023, con la particularidad de que el misterio tenía una disposición que recordaba a la de las primeras salidas procesionales de la cofradía. Se estrenaba la primera fase de dorado del canasto, nuevos nimbos para las imágenes secundarias y Nuestra Señora de los Dolores portaba el manto de la Virgen de los Desamparados de Santiago. Por su parte María Santísima de la Caridad procesionó sin palio en paso de gloria. La procesión transcurrió por zonas que ya no suelen ver cofradías como es la calle Deanes y la Cuesta del Bailío.

## Imágenes Titulares

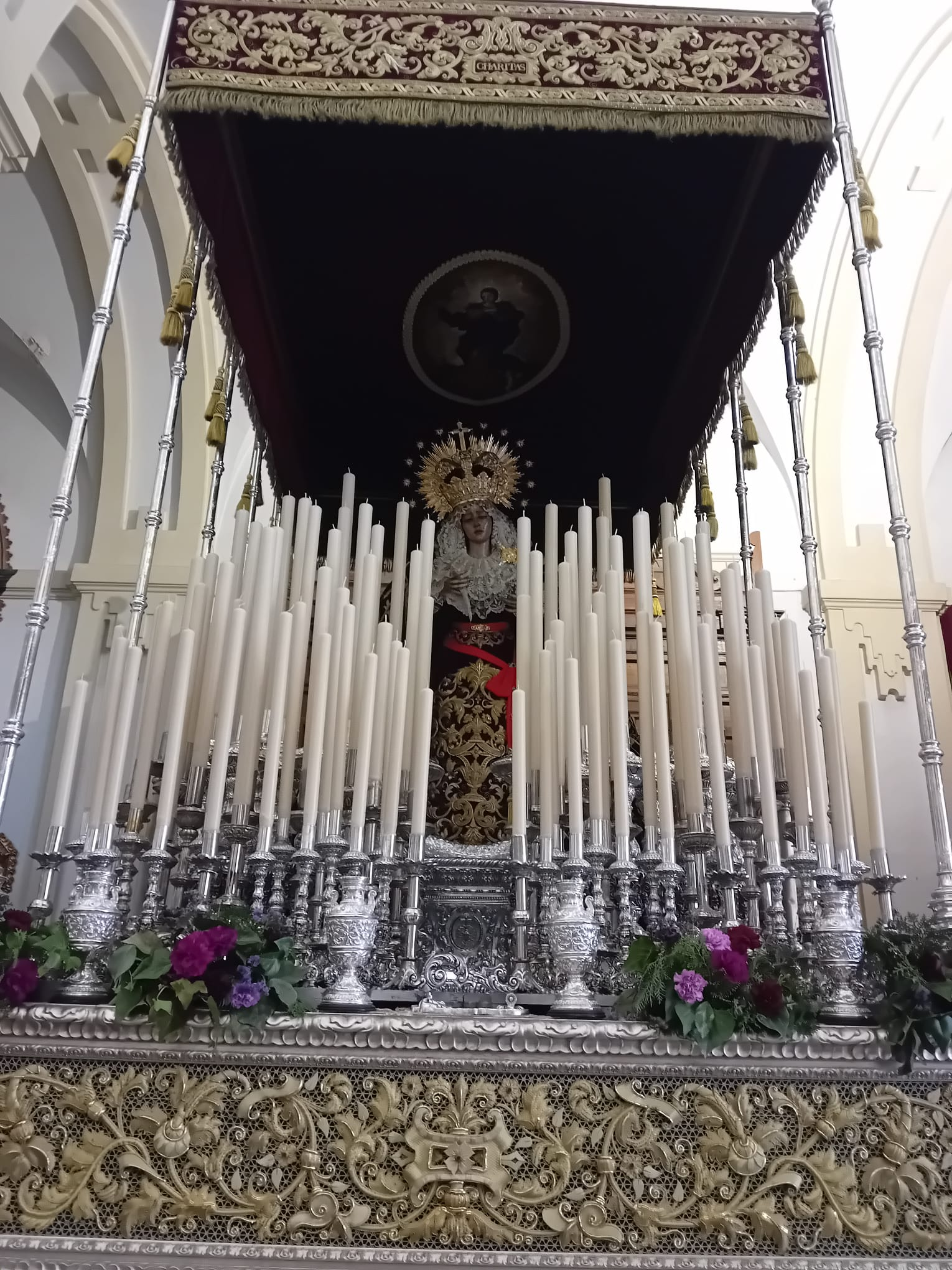
Paso de Palio de María Santísima de la Caridad

- Nuestro Padre Jesús del Buen Suceso

Es obra anónima de finales del siglo XVII o comienzos del XVIII, en 1706 ya aparece mencionada en los archivos de la Cofradía del Santo Crucifijo. Fue restaurada por Antonio Castillo Ariza en 1972, por Juan Martínez Cerrillo entre 1973 y 1978, y por Antonio Bernal y Francisco Romero en 1988, quienes confirmaron que «la imagen presenta problemas de equilibrio debido a su postura extraña a la de un Nazareno con la cruz a cuestas». Además el pelo era de escayola, lo que implica la existencia antaño de una melena de pelo natural. La imagen actual es fruto de esta última restauración, en la que se realizó un nuevo cuerpo más acorde a la iconografía..
- Nuestra Señora de los Dolores

Es una dolorosa de candelero de vestir, obra anónima restaurada por González Jurado en 2003, quien también realizó el resto de imágenes del misterio: San Juan (2003), María Magdalena (2004), María Salomé y María Cleofás (2005) y el del Cirinero (2006).
- María Santísima de la Caridad

Es una dolorosa de candelero de vestir, realizada por Miguel Ángel González Jurado en 1991.

## Música
- Primer paso. Banda de Cornetas y Tambores Monte Calvario (Martos, Jaén)
- Segundo paso. Banda de Música Nuestra Señora de la Estrella (Córdoba)

### Patrimonio Musical

#### Para Agrupación Musical
- ”Jesús ante María Madre”. Alejandro del Amo y Pedro Manuel Pacheco, 2008.
- ”En la Calle de la Amargura”. Jesús Lora Vaquero, 2011.
- ”Al Señor de San Andrés”. José Luis Asencio Cazorla, 2014.

#### Para Cornetas y Tambores
- ”El Buen Suceso”. Carlos y Alberto Aragüez, 2019.[8]
- ”Mírame”. José M Sánchez Martín, 2022.

#### Para Banda de Música
- ”Virgen de la Caridad”. Miguel Herrero Martos, 1991.
- ”Caridad de San Andrés”. Juan Rafael Vílchez Checa, 2016.[9]

## Paso por la Carrera Oficial
| Predecesor: La Sangre | Orden de entrada en la carrera oficial (Martes Santo) Cuarto lugar | Sucesor: La Santa Faz |